# Ginnastica Comense 1872 2010-2011
Questa voce raccoglie le informazioni riguardanti la Pool Comense nelle competizioni ufficiali della stagione 2010-2011.

## Stagione
Nella stagione 2010-2011 la squadra lariana disputò la Serie A1.

## Roster
|    | Naz.                                              | Ruolo | Sportivo           | Anno | Alt. |  |       |
| -- | ------------------------------------------------- | ----- | ------------------ | ---- | ---- |  | ----- |
| 4  | Italia (bandiera)                                 | G     | Giulia Pasqualin   | 1991 | 177  |  |       |
| 5  | Nuova Zelanda (bandiera) · Regno Unito (bandiera) | A     | Jillian Harmon     | 1987 | 186  |  |       |
| 6  | Stati Uniti (bandiera)                            | G     | Cameo Hicks        | 1984 | 178  |  |       |
| 7  | Italia (bandiera)                                 | P     | Susanna Stabile    | 1980 | 178  |  |       |
| 8  | Stati Uniti (bandiera) · Italia (bandiera)        | A     | Melissa Fazio      | 1979 | 182  |  |       |
| 9  | Italia (bandiera)                                 | G     | Laura Spreafico    | 1991 | 178  |  |       |
| 10 | Italia (bandiera)                                 | G     | Viviana Ballabio   | 1967 | 175  |  | [ 1 ] |
| 11 | Italia (bandiera)                                 | PG    | Valentina Donvito  | 1978 | 177  |  |       |
| 12 | Italia (bandiera)                                 | G     | Carolina Bossi     | 1991 | 175  |  |       |
| 13 | Serbia (bandiera)                                 | C     | Daliborka Vilipić  | 1975 | 195  |  |       |
| 14 | Italia (bandiera)                                 | P     | Angela Zampella    | 1978 | 170  |  |       |
| 15 | Stati Uniti (bandiera)                            | C     | Kaitlin Sowinski   | 1986 | 193  |  |       |
| 16 | Italia (bandiera)                                 | A     | Francesca Forgione | 1992 | 180  |  |       |
| 18 | Italia (bandiera)                                 | G     | Giulia Maffenini   | 1992 | 174  |  |       |
| 20 | Lettonia (bandiera)                               | A     | Liene Jansone      | 1981 | 180  |  | [ 2 ] |